# Robert Servatius

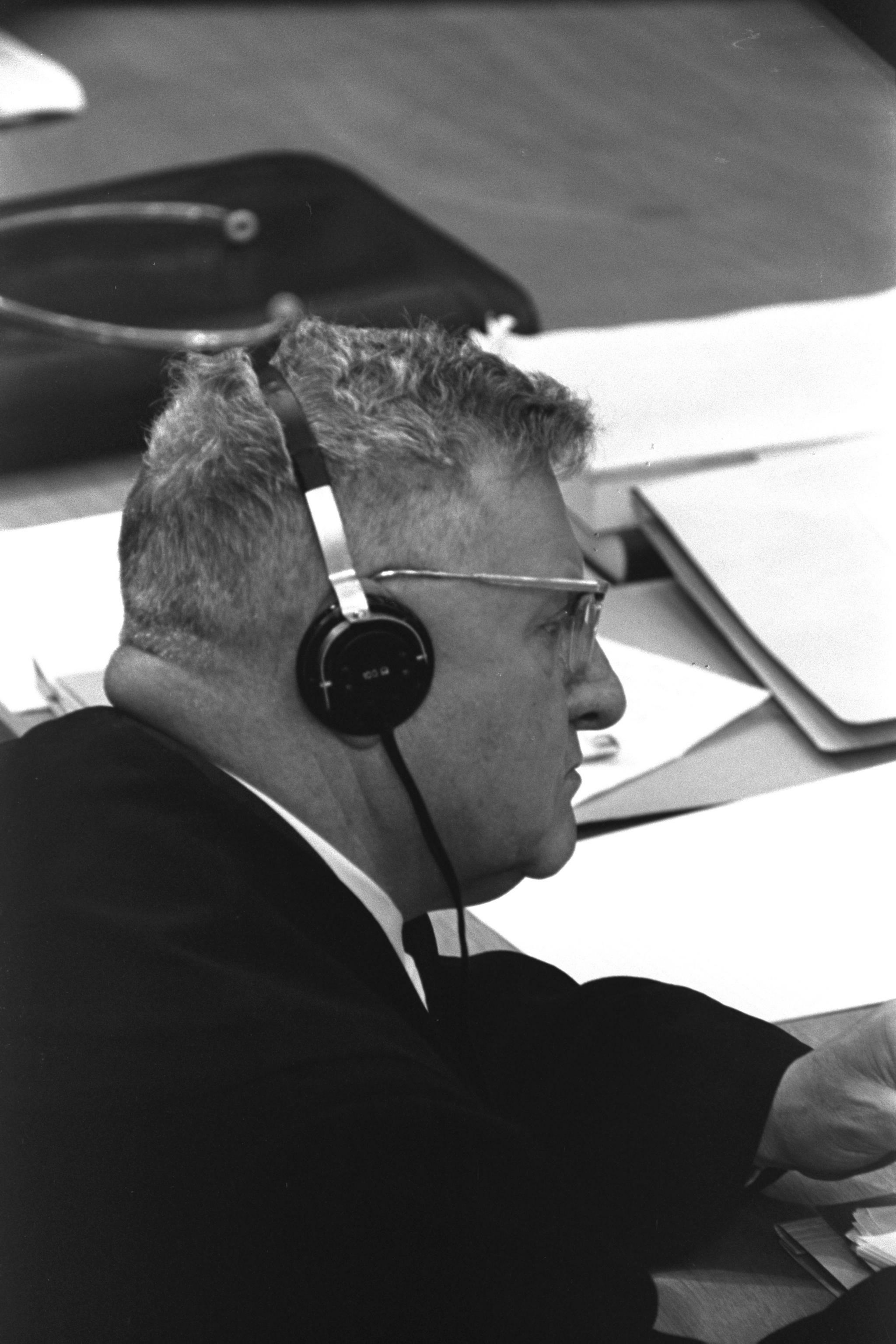
Robert Servatius während des Eichmann-Prozesses (1961) in Jerusalem

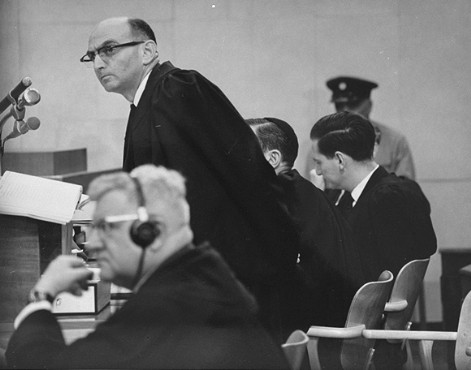
Robert Servatius (links vorn) mit Anklagevertreter Gideon Hausner (stehend) während des Eichmann-Prozesses (1961)

Robert Servatius (* 31. Oktober 1894 in Köln; † 7. August 1983 ebenda) war ein deutscher Rechtsanwalt. Er wurde als Strafverteidiger in den Nürnberger Prozessen und besonders  im Jerusalemer Eichmann-Prozess bekannt.

## Leben
Robert Servatius stammte aus einer Familie von Unternehmern (F. X. Servatius, Zigarrenfabrik) und Landwirten in Adenau in der Hocheifel. Sein Vater war Tabakhändler und Hotelpächter.

### Erster Weltkrieg
Nach dem Abitur am Kölner Friedrich-Wilhelm-Gymnasium nahm Servatius als Freiwilliger am Ersten Weltkrieg teil und war Artillerie-Offizier. Ihn zog es mit Begeisterung an die Front. Er schrieb: „Ich will nicht beten, dass ich wieder heil zurückkomme, das ist gleichgültig, ich will den Krieg voll erleben.“

### Studium und Beruf
Von 1918 bis 1922 studierte er Jura in Marburg, München, Berlin und Bonn. Nach Referendariat und zweitem Staatsexamen wurde er 1925 an der Universität Bonn zum Dr. jur. promoviert und ließ sich als Anwalt in Köln nieder. Von Studienreisen nach London und Paris abgesehen, lernte er 1929/1930 in Berlin ein Jahr lang Russisch und beschäftigte sich mit den Verhältnissen der Sowjetunion, die er 1932 besuchte. Sein anhaltendes Interesse an der Sowjetunion bewirkte, dass die Gestapo 1934 ein Ermittlungsverfahren wegen „staatsfeindlicher Betätigung“ einleitete.

### Zweiter Weltkrieg
Im Zweiten Weltkrieg diente Servatius von Anfang bis zum Ende abermals als Frontoffizier und wurde zum Major befördert.

### Fälle als Strafverteidiger 1945–1962

#### Nürnberger Prozesse
Von 1945 bis 1947 nahm Servatius als Strafverteidiger an mehreren der Nürnberger Prozesse teil. Im Hauptkriegsverbrecherprozess verteidigte er Fritz Sauckel und das als Organisation angeklagte Führerkorps der NSDAP, im Ärzteprozess verteidigte er Karl Brandt, im Wilhelmstraßen-Prozess verteidigte er Paul Pleiger und im Pohl-Prozess verteidigte er Franz Eirenschmalz.

#### Friedrich Tillmann
Danach war er Verteidiger Friedrich Tillmanns, nachdem dieser am 15. Juli 1960 unter dem Vorwurf der Beihilfe zur Tötung von etwa 70.000 erwachsenen Insassen von Heil- und Pflegeanstalten in Untersuchungshaft genommen worden war, von der er aber am 29. Juni 1961 verschont wurde. Zur Hauptverhandlung, die am 18. Februar 1964 beginnen sollte, kam es nicht mehr, da Tillmann am 12. Februar 1964 beim Sturz aus dem Fenster eines Hochhauses ums Leben kam.

#### Adolf Eichmann
Nachdem Adolf Eichmann im Mai 1960 nach Israel entführt worden war, übergab ihm Staatsanwalt Gabriel Bach am 14. Juni 1960 Briefe von drei Anwälten, verbunden mit der Aufforderung, sich einen von ihnen zum Verteidiger zu wählen. Es handelte sich dabei um Schreiben eines chilenischen Juristen, eines amerikanischen Juristen und von Servatius, worauf sich Eichmann sogleich für Servatius entschied. Dieser erklärte mit Schreiben vom 27. Juni 1960 an den Justizminister Israels seine Bereitschaft, brachte im August noch eine Bescheinigung bei, dass er nie der NSDAP angehört habe, und wurde daraufhin zum Pflichtverteidiger bestellt.
Um einen ausländischen Anwalt vor einem israelischen Gericht zuzulassen, war eine Gesetzesänderung notwendig gewesen. Servatius’ Honorar von 20.000 US-Dollar trug Israel; die Bundesrepublik Deutschland lehnte einen entsprechenden Kostenübernahmeantrag ab. Darüber hinaus war Servatius an den Einnahmen aus der Vermarktung von Eichmanns Memoiren beteiligt.
Nach Eichmanns erstinstanzlicher Verurteilung zum Tode am 15. Dezember 1961 trat Servatius auch im Revisionsverfahren als Verteidiger auf. Hannah Arendt nennt sein Plädoyer vor dem Obersten Gerichtshof am 22. März 1962, in dem er erneut die Unzuständigkeit Israels behauptet und verlangt habe, der Bundesrepublik Deutschland die Auslieferung Eichmanns anzubieten, „ein unglaubliches Durcheinander, das von Irrtümern wimmelte“. Nach einer Woche vertagte sich der Gerichtshof und trat erst am 29. Mai 1962 wieder zusammen, um sein Urteil zu verlesen: Das Todesurteil wurde bestätigt. Das Gnadengesuch, das Eichmann noch am selben Tag bei Staatspräsident Jizchak Ben Zwi einreichte – nach Arendt „vier handgeschriebene Seiten, ausgefertigt ›nach Instruktion durch meinen Anwalt‹“ – beschied dieser am 31. Mai 1962 abschlägig. Wenige Stunden später, um Mitternacht, wurde Eichmann im Gefängnis von Ramla hingerichtet. Weder Servatius noch sein Assistent Dieter Wechtenbruch weilten zu dieser Zeit noch in Israel.
Aufgrund seiner Abwesenheiten während der Verteidigung Eichmanns musste für den in Deutschland zugelassenen Anwalt Servatius eine amtliche Vertretung bestellt werden (heute § 53 BRAO). Diese übernahm 1961 der junge Anwalt und spätere Bundesinnenminister Gerhart Baum.
1979 verkaufte Servatius seine Unterlagen zum Eichmann-Prozess an das Bundesarchiv, darunter 24 Aktenordner mit Zuschriften, die er aufgrund seiner Tätigkeit als Verteidiger von NS-Verbrechern erhielt.